# Cortodera humeralis
Cortodera humeralis là một loài bọ cánh cứng trong họ Cerambycidae.

## Hình ảnh

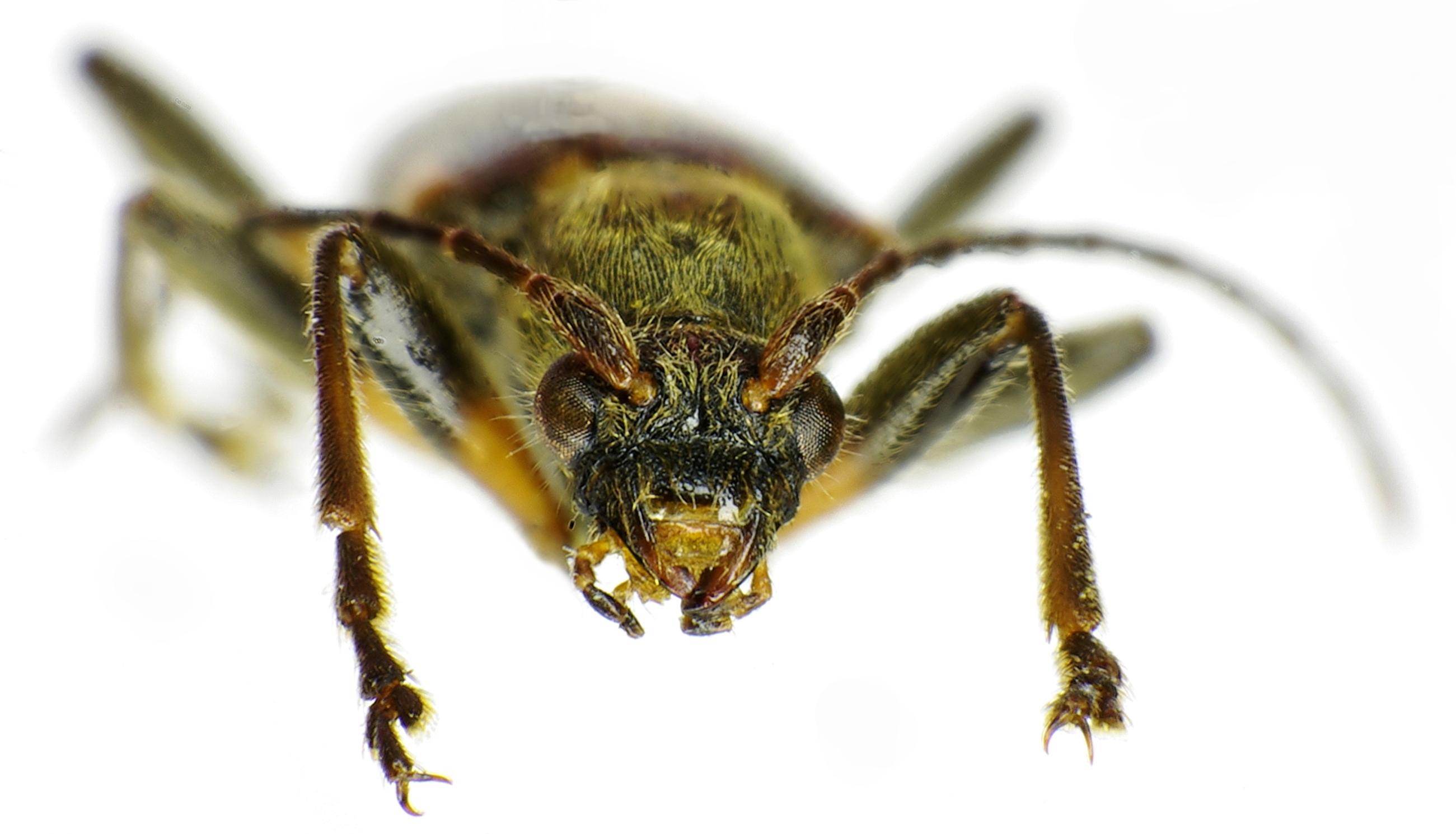
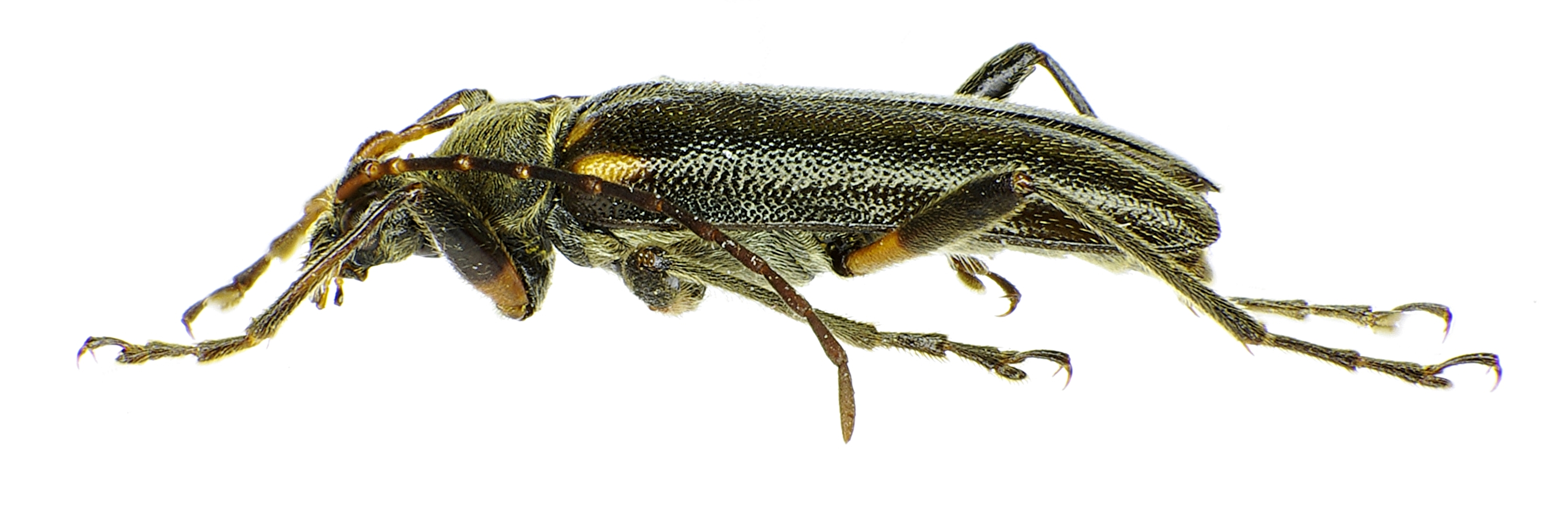
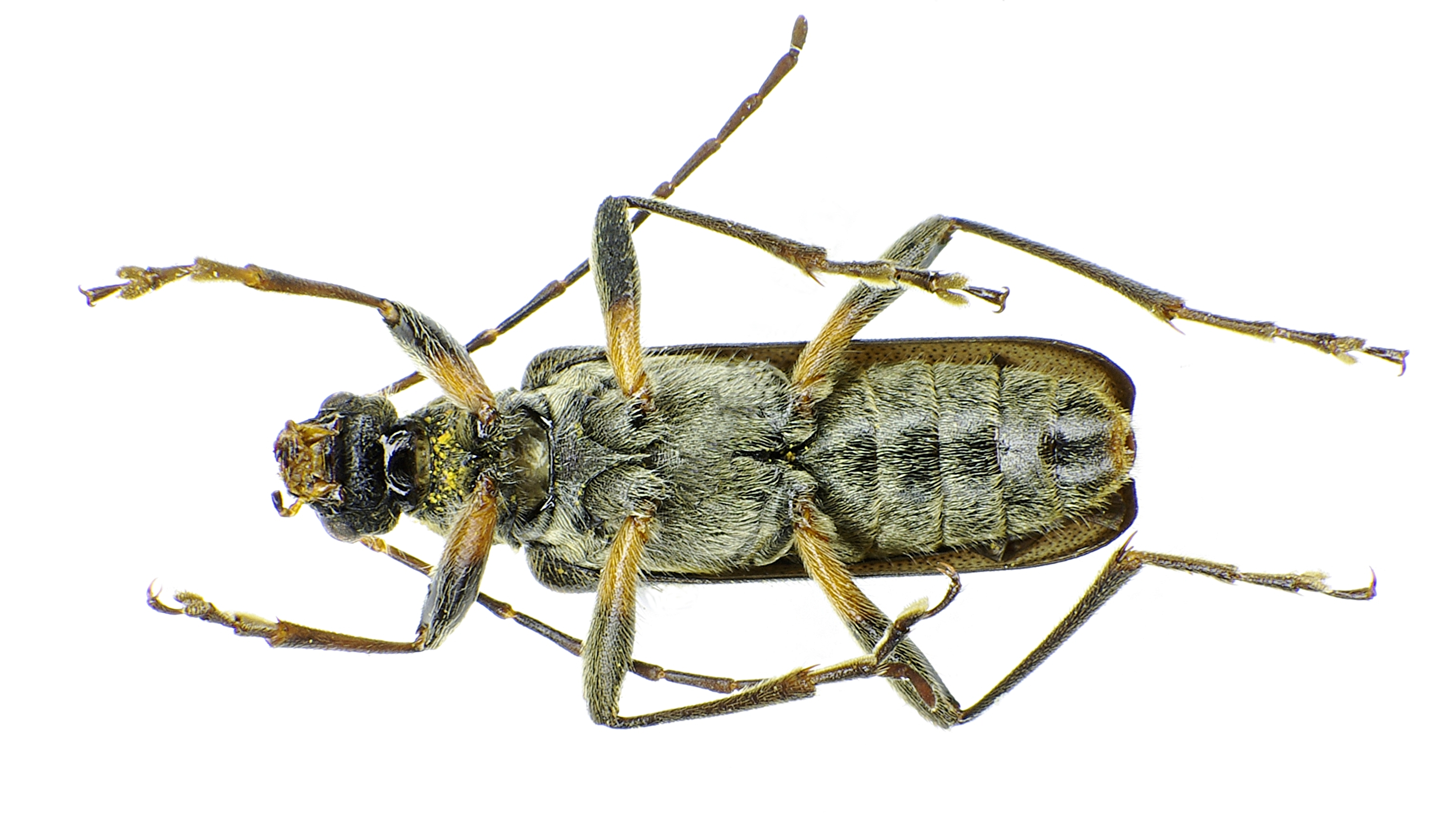
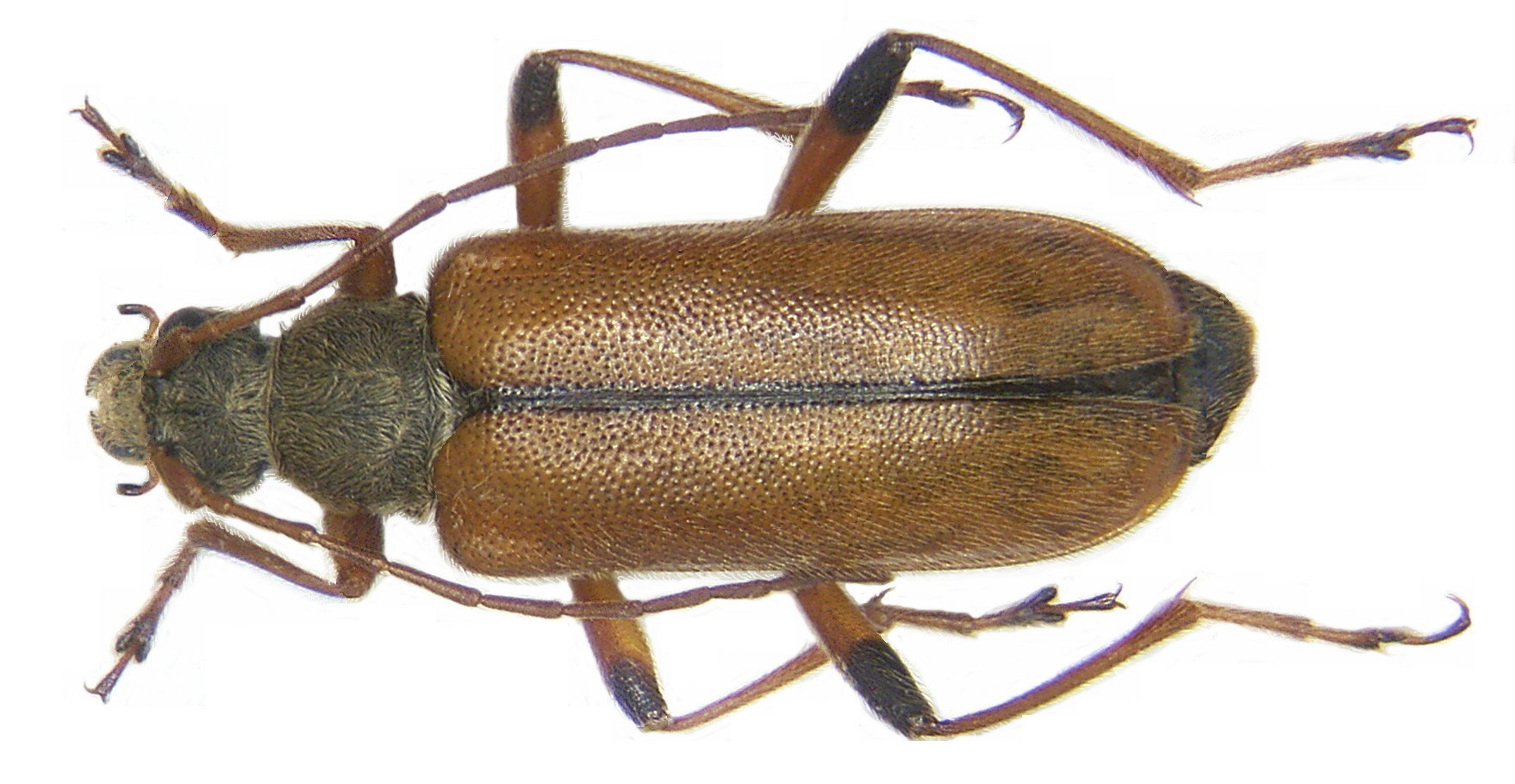